# キャメロン (SEX MACHINEGUNSのアルバム)
『キャメロン』は、SEX MACHINEGUNSの7枚目のスタジオ・アルバム。

## 概要
前作『MADE IN USA』以来、約3年ぶりとなるオリジナル・アルバム。
次作からインディーズに移行したため、メジャーでリリースされた最後のオリジナル・アルバム。
第5期SEX MACHINEGUNSでリリースした初のアルバム。
ジャケットには浅見千代子を起用している。

## 収録曲
全作詞・作曲（特記以外）：Anchang
全編曲（特記以外）：SEX MACHINEGUNS）
1. アヒル
2. 人妻キラー
3. 青春時代
作詞・作曲：Anchang・KEN'ICHI
4. ダイヤモンド軍団
5. 小遣い赤信号
6. たまごDEATH
7. 嫁探し
8. 浦島太郎
作詞・作曲：Anchang・KEN'ICHI
9. 愛の相撲部屋
作詞・作曲：Anchang・SHINGO☆
10. JACKY
編曲：本田優一郎・Anchang
11. オオカミ中年